# دوغلاس غرينوالد
دوغلاس غرينوالد (بالإنجليزية: Douglas Greenwald)‏ هو اقتصادي أمريكي، ولد في 1914، وتوفي في 15 يناير 1997.